# Ameromyia nigriventris
Ameromyia nigriventris is een insect uit de familie van de mierenleeuwen (Myrmeleontidae), die tot de orde netvleugeligen (Neuroptera) behoort. 
Ameromyia nigriventris is voor het eerst wetenschappelijk beschreven door Walker in 1860.